# Calcio Catania 2010-2011
Questa voce raccoglie le informazioni riguardanti il Calcio Catania nelle competizioni ufficiali della stagione 2010-2011.

## Stagione
La stagione 2010-2011 è la quattordicesima in Serie A per il Catania.
La stagione inizia con Marco Giampaolo come allenatore, che firma un contratto biennale insieme al suo staff composto dal secondo Fabio Micarelli, il preparatore atletico professor Roberto Peressutti, il preparatore dei portieri Emilio Tuccella e il collaboratore tecnico Lorenzo Rubinacci. La rosa si contraddistingue per l'alto numero di argentini, ben 12, divenuti 13 nella sessione invernale di calciomercato.
La stagione inizia bene per gli etnei che si mantengono nelle parti alte della classifica nelle prime giornate di campionato. Il Catania si rivelerà essere come negli anni precedenti una squadra a "due facce". Infatti se nelle prime partite casalinghe il Catania è imbattibile (per esempio i successi contro Udinese e Parma e i pareggi contro il Napoli e la Fiorentina), in trasferta, non vince mai e racimola solo tre punti tra cui i pareggi contro Milan e Lazio. La sconfitta casalinga contro la Juventus per 3-1 a dicembre pone fine ad un'imbattibilità casalinga in campionato che durava da quasi un anno (18 partite tra la stagione precedente e quella attuale).
Dopo la sconfitta con i bianconeri, gli etnei ottengono solo 3 punti nelle seguenti quattro partite (vittoria 1-0 contro il Brescia).
La squadra termina il girone d'andata a 21 punti, +3 dalla zona retrocessione. Il 19 gennaio 2011, dopo un pareggio per 1-1 contro il Chievo, il Catania e Giampaolo risolvono il rapporto contrattuale. e contestualmente viene nominato Diego Simeone quale nuovo allenatore della squadra etnea
Durante la sessione invernale di calciomercato vengono ceduti Pablo Barrientos. Gennaro Delvecchio, Mirko Antenucci e soprattutto Giuseppe Mascara, capitano nonché calciatore che con la maglia del Catania ha realizzato più gol in partite di campionato (58) e in Serie A (31). Vengono altresì acquistati Francesco Lodi dal Frosinone, Ezequiel Schelotto dall'Atalanta e Gonzalo Bergessio dal Saint-Étienne
L'esordio di Simeone non è dei migliori: i rossoazzurri ottengono solo un punto nelle prime quattro partite (1-1 a Cesena). La prima vittoria del nuovo tecnico arriva alla quinta, nel match casalingo con il Lecce, con gol di Matías Silvestre e doppietta su punizione di Francesco Lodi, che capovolge il risultato (3-2 il finale). In 8 partite, il Catania conquista 11 punti (importante il successo nel derby di Sicilia al Massimino contro il Palermo, conclusosi con un secco 4-0, e il pareggio in extratime con la Juventus). Dopo la vittoria sul Cagliari per 2-0, il Catania conquista la salvezza l'8 maggio, ottenendo la prima vittoria stagionale in trasferta sul campo del Brescia, che retrocede in Serie B. Il 15 maggio, alla penultima giornata, con la vittoria all'ultimo minuto contro la Roma il Catania raggiunge l'undicesimo posto a quota 46 punti, stabilendo il suo nuovo record in Serie A battendo quello di Siniša Mihajlović (45) della stagione precedente e quello di Walter Zenga (43) di due stagioni prima.
Dopo aver concluso il campionato al 13º posto, il 1º giugno viene comunicata la risoluzione consensuale del contratto con il tecnico Simeone, principale artefice della salvezza (24 punti in 18 partite, media punti a 1,33), che pochi mesi dopo allenerà l'Atletico Madrid.

## Divise e sponsor
Lo sponsor tecnico per la stagione 2010-2011 è Givova, che sostituisce Legea, mentre il main sponsor è SP Energia Siciliana. Il logo della squadra è a sinistra e la scritta «GIVOVA» a destra.
La divisa casalinga presenta una maglia con strisce rossazzurre, inserti bianchi e retro completamente azzurro. Il colletto è anch'esso bianco con finiture rossazzurre. Sul fianco sinistro è disegnato lo stemma societario. Lo sponsor tecnico è presente con la scritta «GIVOVA» in bianco a destra e i loghi dorati sulle maniche. Sul retro della maglia c'è la scritta dorata «CALCIO CATANIA». I calzoncini sono azzurri con strisce rosse ai lati e i calzettoni sono blu con inserti rossi e con il logo societario all'altezza della tibia. Il nome e il numero sulla maglia sono di colore bianco.
La divisa da trasferta presenta una maglia bianca con inserti rossi e azzurri. Il colletto è più piccolo e bianco come la prima maglia. Nome e logo dello sponsor tecnico qui sono in oro. Sul retro della maglia c'è la scritta «CALCIO CATANIA» color oro. I calzoncini sono bianchi con una striscia rossa a sinistra e una azzurra a destra. I calzettoni sono bianchi con rifiniture rossazzurre e con il logo societario all'altezza della tibia. Il nome e il numero su maglia e calzoncini sono di colore azzurro.
La terza divisa presenta una maglia completamente rossa con due strisce diagonali da sinistra a destra di colore bianco e azzurro e un triangolo bianco che dal colletto arriva fino alla spalla destra. Il logo societario si trova sulla sinistra mentre la scritta dello sponsor è bianca a destra. Sul retro si trova in oro la scritta «CALCIO CATANIA». I calzoncini sono rossi con strisce azzurre ai lati. I calzettoni sono rossi con inserti azzurri e il logo societario all'altezza della tibia. Il nome e il numero su maglia e calzoncini sono di colore blu.
| Prima divisa | Seconda divisa | Terza divisa |

## Organigramma societario
ORGANI DI AMMINISTRAZIONE E CONTROLLO
Consiglio di amministrazione
- Presidente: Antonino Pulvirenti
- Presidente onorario: Ignazio Marcoccio
- Vice Presidente: Angelo Vitaliti
- Amministratore delegato: Pietro Lo Monaco

Collegio sindacale
- Presidente: Vincenzo Patti
- Sindaco: Vera Toscano, Giuseppe Caruso

AREE E MANAGEMENT
Area gestione aziendale
- Direttore generale: Pietro Lo Monaco
- Responsabile amministrativo: Carmelo Milazzo
- Segretario generale: Claudio Cammarata
- Segretario sportivo: Giorgio Borbone
- Responsabile logistica e pubbliche relazioni: Giuseppe Franchina
- Consulente legale: Giulia Nicolosi, Michele Scacciante, Paola Santagati, Gianmarco Abbadessa
- Responsabile sicurezza: Arturo Magni
- Magazzinieri: Antonio Pennisi, Alessandro Musumeci

Area comunicazione
- Responsabile comunicazione: Ramona Morelli
- Addetto stampa: Angelo Scaltriti
- Web Designer: Fabio De Luca
- Fotografo: Filippo Galtieri

Area marketing
- Responsabile area marketing: Maurizio Ciancio
- Marketing manager: Antonio Carbone

Area sportiva
- Direttore sportivo: Giuseppe Bonanno
- Responsabile tecnico area sud America: Salvatore Monaco
- Responsabile settore giovanile: Alessandro Failla
- Team Manager: Orazio Russo

Area tecnica
- Allenatore: Marco Giampaolo, poi Diego Simeone
- Allenatore in seconda: Fabio Micarelli, poi Germán Burgos
- Collaboratore tecnico: Lorenzo Rubinacci[22]
- Preparatore atletico: Roberto Peressutti, poi Oscar Ortega
- Collaboratori preparatore atletico: Antonio Torrisi, Giuseppe Colombino, Giacomo Tafuro (dal 19 gennaio 2011)
- Preparatore dei portieri: Emilio Tuccella, poi Marco Onorati

Area sanitaria
- Responsabile sanitario: Antonio Licciardello
- Medici sociali: Alfio Scudero, Francesco Riso
- Fisioterapista: Giuseppe Dispinzieri
- Massaggiatori: Salvatore Libra, Carmelo Cutroneo

## Rosa
| N. |                       | Ruolo | Calciatore                       |
| -- | --------------------- | ----- | -------------------------------- |
| 1  | Slovacchia (bandiera) | P     | Tomáš Košický                    |
| 2  | Italia (bandiera)     | D     | Alessandro Potenza               |
| 3  | Argentina (bandiera)  | D     | Nicolás Spolli                   |
| 4  | Italia (bandiera)     | C     | Gennaro Delvecchio               |
| 5  | Argentina (bandiera)  | C     | Ezequiel Carboni (vice capitano) |
| 6  | Argentina (bandiera)  | D     | Matías Silvestre (capitano)      |
| 7  | Italia (bandiera)     | A     | Giuseppe Mascara                 |
| 7  | Italia (bandiera)     | C     | Ezequiel Schelotto               |
| 8  | Argentina (bandiera)  | C     | Pablo Ledesma                    |
| 9  | Italia (bandiera)     | A     | Mirko Antenucci                  |
| 9  | Argentina (bandiera)  | A     | Gonzalo Bergessio                |
| 10 | Argentina (bandiera)  | C     | Pablo Barrientos                 |
| 10 | Italia (bandiera)     | A     | Francesco Lodi                   |
| 11 | Argentina (bandiera)  | A     | Maxi López                       |
| 12 | Italia (bandiera)     | D     | Giovanni Marchese                |
| 13 | Argentina (bandiera)  | C     | Mariano Julio Izco               |
| 14 | Italia (bandiera)     | D     | Giuseppe Bellusci                |
| 15 | Giappone (bandiera)   | A     | Takayuki Morimoto                |

| N. |                      | Ruolo | Calciatore              |
| -- | -------------------- | ----- | ----------------------- |
| 16 | Argentina (bandiera) | C     | Cristian Llama          |
| 17 | Argentina (bandiera) | C     | Alejandro Gómez         |
| 18 | Polonia (bandiera)   | D     | Błażej Augustyn         |
| 19 | Argentina (bandiera) | C     | Adrián Ricchiuti        |
| 20 | Brasile (bandiera)   | C     | Raphael Martinho        |
| 21 | Argentina (bandiera) | P     | Mariano Andújar         |
| 22 | Argentina (bandiera) | D     | Pablo Sebastián Álvarez |
| 23 | Italia (bandiera)    | D     | Christian Terlizzi      |
| 24 | Italia (bandiera)    | C     | Simone Pesce            |
| 26 | Italia (bandiera)    | C     | Fabio Sciacca           |
| 27 | Italia (bandiera)    | C     | Marco Biagianti         |
| 29 | Italia (bandiera)    | C     | Marco Cuomo             |
| 30 | Italia (bandiera)    | P     | Andrea Campagnolo       |
| 32 | Italia (bandiera)    | A     | Alessandro Malafronte   |
| 33 | Italia (bandiera)    | D     | Ciro Capuano            |
| 35 | Italia (bandiera)    | D     | Gerardo Strumbo         |
|    | Italia (bandiera)    | A     | Gianvito Plasmati       |

## Calciomercato

### Sessione estiva(dall'1/7 al 31/8)
| Acquisti | Acquisti              | Acquisti    | Acquisti                            |
| R.       | Nome                  | da          | Modalità                            |
| -------- | --------------------- | ----------- | ----------------------------------- |
| D        | Giovanni Marchese     | Chievo      | definitivo                          |
| D        | Alessandro Potenza    | Genoa       | riscatto comproprietà (0 milioni €) |
| C        | Nicolae Dică          | CFR Cluj    | fine prestito                       |
| C        | Alejandro Darío Gómez | San Lorenzo | definitivo (3 milioni €)            |
| C        | Raphael Martinho      | Paulista    | definitivo (0,35 milioni €)         |
| C        | Simone Pesce          | Ascoli      | fine prestito                       |
| C        | Cristian Suarino      | Cassino     | riscatto comproprietà               |
| A        | Mirko Antenucci       | Ascoli      | fine prestito                       |
| A        | Andrea Catellani      | Modena      | fine prestito                       |

| Cessioni | Cessioni          | Cessioni   | Cessioni                            |
| R.       | Nome              | a          | Modalità                            |
| -------- | ----------------- | ---------- | ----------------------------------- |
| D        | Gennaro Sardo     | Chievo     | definitivo                          |
| C        | Nicolae Dică      | Manisaspor | prestito                            |
| C        | Adriano Mezavilla | Taranto    | riscatto comproprietà (0 milioni €) |
| C        | Federico Moretti  | Ascoli     | comproprietà                        |
| A        | Andrea Catellani  | Sassuolo   | prestito con diritto di riscatto    |
| A        | Jorge Martínez    | Juventus   | definitivo (12 milioni €)           |
| A        | Orazio Russo      |            | fine carriera                       |

### Sessione invernale(dal 3/1 al 31/1)
| Acquisti | Acquisti           | Acquisti      | Acquisti                         |
| R.       | Nome               | da            | Modalità                         |
| -------- | ------------------ | ------------- | -------------------------------- |
| C        | Francesco Lodi     | Frosinone     | compartecipazione                |
| C        | Ezequiel Schelotto | Atalanta      | prestito con diritto di riscatto |
| A        | Gonzalo Bergessio  | Saint-Étienne | prestito con diritto di riscatto |

| Cessioni | Cessioni           | Cessioni         | Cessioni                         |
| R.       | Nome               | a                | Modalità                         |
| -------- | ------------------ | ---------------- | -------------------------------- |
| C        | Pablo Barrientos   | Estudiantes (LP) | prestito con diritto di riscatto |
| C        | Gennaro Delvecchio | Atalanta         | prestito con diritto di riscatto |
| A        | Mirko Antenucci    | Torino           | compartecipazione                |
| A        | Giuseppe Mascara   | Napoli           | definitivo                       |

## Risultati

### Serie A

#### Girone di andata
| Arbitro: | Bergonzi (Genova) |

|                                       |           |               |
| Moscardelli 15’ Pellissier 83’ (rig.) | Marcatori | 22’ Ricchiuti |

| Arbitro: | Tommasi (Bassano del Grappa) |

|                                         |           |              |
| Mascara 12’ (rig.) Antenucci 82’ (rig.) | Marcatori | 91’ Giovinco |

| Arbitro: | Morganti (Ascoli Piceno) |

|                |           |             |
| F. Inzaghi 45’ | Marcatori | 27’ Capuano |

| Arbitro: | De Marco (Chiavari) |

|                              |           |  |
| Silvestre 23’ Maxi López 58’ | Marcatori |  |

| Arbitro: | Gava (Conegliano) |

|                   |           |             |
| Britos 66’ (aut.) | Marcatori | 40’ Di Vaio |

| Arbitro: | Pierpaoli (Firenze) |

|            |           |  |
| Corvia 36’ | Marcatori |  |

| Arbitro: | Bergonzi (Genova) |

|           |           |            |
| Gómez 69’ | Marcatori | 39’ Cavani |

| Arbitro: | C. Russo (Nola) |

|              |           |  |
| M. Rossi 68’ | Marcatori |  |

| Catania 31 ottobre 2010, ore 20:45 CET 9ª giornata | Catania           | 0 – 0 referto | Fiorentina | Stadio Angelo Massimino (13.990 spett.)\| Arbitro: \| Rizzoli (Bologna) \| |
| Arbitro:                                           | Rizzoli (Bologna) |               |            |                                                                            |

| Genova 7 novembre 2010, ore 15:00 CET 10ª giornata | Sampdoria           | 0 – 0 referto | Catania | Stadio Luigi Ferraris (20.778 spett.)\| Arbitro: \| Giannoccaro (Lecce) \| |
| Arbitro:                                           | Giannoccaro (Lecce) |               |         |                                                                            |

| Arbitro: | De Marco (Chiavari) |

|                |           |  |
| Maxi López 38’ | Marcatori |  |

| Arbitro: | Valeri (Roma) |

|                       |           |              |
| Pastore 33’, 48’, 84’ | Marcatori | 47’ Terlizzi |

| Arbitro: | C. Russo (Nola) |

|              |           |  |
| Terlizzi 82’ | Marcatori |  |

| Arbitro: | Gava (Conegliano) |

|                |           |               |
| Hernanes 45+1’ | Marcatori | 44’ Silvestre |

| Arbitro: | Damato (Barletta) |

|              |           |                                |
| Morimoto 37’ | Marcatori | 35’ Pepe 44’, 58’ Quagliarella |

| Arbitro: | Tommasi (Bassano del Grappa) |

|                    |           |  |
| Nenê 11’, 27’, 71’ | Marcatori |  |

| Arbitro: | Orsato (Schio) |

|                |           |  |
| Maxi López 33’ | Marcatori |  |

| Arbitro: | Brighi (Cesena) |

|                                      |           |                              |
| Borriello 5’, 47’ Vučinić 86’, 90+4’ | Marcatori | 29’ Silvestre 38’ Maxi López |

| Arbitro: | Damato (Barletta) |

|           |           |                    |
| Gómez 71’ | Marcatori | 74’, 79’ Cambiasso |

#### Girone di ritorno
| Arbitro: | Celi (Bari) |

|                       |           |                |
| Maxi López 29’ (rig.) | Marcatori | 65’ Pellissier |

| Arbitro: | Peruzzo (Schio) |

|                           |           |  |
| Candreva 56’ Giovinco 62’ | Marcatori |  |

| Arbitro: | Tagliavento (Terni) |

|  |           |                            |
|  | Marcatori | 58’ Robinho 85’Ibrahimović |

| Arbitro: | Gervasoni (Mantova) |

|             |           |               |
| Jiménez 31’ | Marcatori | 8’ Maxi López |

| Arbitro: | Banti (Livorno) |

|               |           |  |
| Portanova 41’ | Marcatori |  |

| Arbitro: | Romeo (Verona) |

|                               |           |                     |
| Silvestre 45+2’ Lodi 79’, 85’ | Marcatori | 56’ Jeda 61’ Munari |

| Arbitro: | Gava (Conegliano) |

|            |           |  |
| Zúñiga 25’ | Marcatori |  |

| Arbitro: | Giannoccaro (Lecce) |

|                              |           |                  |
| Maxi López 51’ Bergessio 56’ | Marcatori | 19’ Floro Flores |

| Arbitro: | Celi (Campobasso) |

|                             |           |  |
| Mutu 21’, 24’ Gilardino 61’ | Marcatori |  |

| Arbitro: | Rizzoli (Bologna) |

|           |           |  |
| Llama 75’ | Marcatori |  |

| Arbitro: | C. Russo (Nola) |

|                                |           |  |
| Inler 22’ Di Natale 74’ (rig.) | Marcatori |  |

| Arbitro: | Morganti (Ascoli Piceno) |

|                                                           |           |  |
| Balzaretti 48’ (aut.) Bergessio 61’ Ledesma 67’ Pesce 76’ | Marcatori |  |

| Arbitro: | Valeri (Roma) |

|           |           |                |
| Gazzi 33’ | Marcatori | 44’ Maxi López |

| Arbitro: | Rizzoli (Bologna) |

|               |           |                                                |
| Schelotto 46’ | Marcatori | 40’ Hernanes 56’ Mauri 78’ Floccari 89’ Zárate |

| Arbitro: | Bergonzi (Genova) |

|                           |           |                      |
| Del Piero 19’ (rig.), 38’ | Marcatori | 81’ Gómez 90+5’ Lodi |

| Arbitro: | Peruzzo (Schio) |

|                             |           |  |
| Silvestre 78’ Bergessio 82’ | Marcatori |  |

| Arbitro: | Orsato (Schio) |

|                |           |                             |
| Diamanti 90+1’ | Marcatori | 27’ Silvestre 75’ Bergessio |

| Arbitro: | Tagliavento (Terni) |

|                           |           |           |
| Bergessio 78’ Gómez 90+5’ | Marcatori | 13’ Loria |

| Arbitro: | Pierpaoli (Firenze) |

|                               |           |             |
| Pazzini 15’, 48’ Nagatomo 63’ | Marcatori | 66’ Ledesma |

### Coppa Italia

#### Turni preliminari
| Arbitro: | Calvarese (Teramo) |

|                                                  |           |                                  |
| Pesce 12’ Antenucci 26’ Morimoto 57’ Spolli 102’ | Marcatori | 51’, 79’ (rig.) Eusepi 76’ Frara |

| Arbitro: | Ciampi (Roma) |

|                                                          |           |              |
| Martinho 13’ Maxi López 54’, 86’ Pesce 58’ Antenucci 83’ | Marcatori | 18’ Feczesin |

#### Fase finale
| Arbitro: | C. Russo (Nola) |

|                     |           |  |
| Krasić 35’ Pepe 54’ | Marcatori |  |

## Statistiche

### Statistiche di squadra
| Competizione | Punti | In casa | In casa | In casa | In casa | In casa | In casa | In trasferta | In trasferta | In trasferta | In trasferta | In trasferta | In trasferta | Totale | Totale | Totale | Totale | Totale | Totale | DR  |
| Competizione | Punti | G       | V       | N       | P       | Gf      | Gs      | G            | V            | N            | P            | Gf           | Gs           | G      | V      | N      | P      | Gf     | Gs     | DR  |
| ------------ | ----- | ------- | ------- | ------- | ------- | ------- | ------- | ------------ | ------------ | ------------ | ------------ | ------------ | ------------ | ------ | ------ | ------ | ------ | ------ | ------ | --- |
| Serie A      | 46    | 19      | 11      | 4       | 4       | 27      | 19      | 19           | 1            | 6            | 12           | 13           | 33           | 38     | 12     | 10     | 16     | 40     | 52     | -12 |
| Coppa Italia | -     | 2       | 2       | 0       | 0       | 9       | 4       | 1            | 0            | 0            | 1            | 0            | 2            | 3      | 2      | 0      | 1      | 9      | 6      | +3  |
| Totale       | 46    | 21      | 13      | 4       | 4       | 36      | 23      | 20           | 1            | 6            | 13           | 13           | 35           | 41     | 14     | 10     | 17     | 49     | 58     | -9  |

### Andamento in campionato
| Giornata  | 1  | 2 | 3  | 4 | 5 | 6 | 7 | 8  | 9  | 10 | 11 | 12 | 13 | 14 | 15 | 16 | 17 | 18 | 19 | 20 | 21 | 22 | 23 | 24 | 25 | 26 | 27 | 28 | 29 | 30 | 31 | 32 | 33 | 34 | 35 | 36 | 37 | 38 |
| --------- | -- | - | -- | - | - | - | - | -- | -- | -- | -- | -- | -- | -- | -- | -- | -- | -- | -- | -- | -- | -- | -- | -- | -- | -- | -- | -- | -- | -- | -- | -- | -- | -- | -- | -- | -- | -- |
| Luogo     | T  | C | T  | C | C | T | C | T  | C  | T  | C  | T  | C  | T  | C  | T  | C  | T  | C  | C  | T  | C  | T  | T  | C  | T  | C  | T  | C  | T  | C  | T  | C  | T  | C  | T  | C  | T  |
| Risultato | P  | V | N  | V | N | P | N | P  | N  | N  | V  | P  | V  | N  | P  | P  | V  | P  | P  | N  | P  | P  | N  | P  | V  | P  | V  | P  | V  | P  | V  | N  | P  | N  | V  | V  | V  | P  |
| Posizione | 15 | 9 | 13 | 4 | 7 | 9 | 9 | 12 | 14 | 13 | 10 | 13 | 10 | 11 | 14 | 15 | 12 | 14 | 16 | 16 | 16 | 16 | 17 | 17 | 16 | 17 | 15 | 16 | 14 | 15 | 14 | 14 | 14 | 16 | 15 | 14 | 11 | 13 |

Legenda:

Luogo: C = Casa; T = Trasferta. Risultato: V = Vittoria; N = Pareggio; P = Sconfitta.

### Statistiche dei giocatori
| Giocatore     | Serie A  | Serie A | Serie A     | Serie A    | Coppa Italia | Coppa Italia | Coppa Italia | Coppa Italia | Totale   | Totale | Totale      | Totale     |
| Giocatore     | Presenze | Reti    | Ammonizioni | Espulsioni | Presenze     | Reti         | Ammonizioni  | Espulsioni   | Presenze | Reti   | Ammonizioni | Espulsioni |
| ------------- | -------- | ------- | ----------- | ---------- | ------------ | ------------ | ------------ | ------------ | -------- | ------ | ----------- | ---------- |
| P. Álvarez    | 23       | 0       | 6           | 2          | 2            | 0            | 0            | 0            | 25       | 0      | 6           | 2          |
| M. Andújar    | 37       | -49     | 3           | 0          | 0            | 0            | 0            | 0            | 37       | -49    | 3           | 0          |
| M. Antenucci  | 14       | 1       | 0           | 0          | 3            | 2            | 0            | 0            | 17       | 3      | 0           | 0          |
| B. Augustyn   | 6        | 0       | 1           | 1          | 1            | 0            | 0            | 0            | 7        | 0      | 1           | 1          |
| P. Barrientos | 0        | 0       | 0           | 0          | 2            | 0            | 0            | 0            | 2        | 0      | 0           | 0          |
| G. Bellusci   | 9        | 0       | 1           | 0          | 0            | 0            | 0            | 0            | 9        | 0      | 1           | 0          |
| G. Bergessio  | 13       | 5       | 2           | 0          | 0            | 0            | 0            | 0            | 13       | 5      | 2           | 0          |
| M. Biagianti  | 15       | 0       | 2           | 0          | 0            | 0            | 0            | 0            | 15       | 0      | 2           | 0          |
| A. Campagnolo | 1        | -3      | 0           | 0          | 3            | -6           | 0            | 0            | 4        | -9     | 0           | 0          |
| C. Capuano    | 23       | 1       | 2           | 0          | 0            | 0            | 0            | 0            | 23       | 1      | 2           | 0          |
| E. Carboni    | 28       | 0       | 3           | 0          | 1            | 0            | 0            | 0            | 29       | 0      | 3           | 0          |
| G. Delvecchio | 7        | 0       | 0           | 0          | 3            | 0            | 0            | 0            | 10       | 0      | 0           | 0          |
| A. Gómez      | 36       | 4       | 3           | 0          | 1            | 0            | 0            | 0            | 37       | 4      | 3           | 0          |
| M. Izco       | 18       | 0       | 0           | 0          | 1            | 0            | 0            | 0            | 19       | 0      | 0           | 0          |
| T. Košický    | 0        | 0       | 0           | 0          | 0            | 0            | 0            | 0            | 0        | 0      | 0           | 0          |
| P. Ledesma    | 32       | 2       | 6           | 1          | 0            | 0            | 0            | 0            | 32       | 2      | 6           | 1          |
| C. Llama      | 15       | 1       | 4           | 0          | 1            | 0            | 0            | 0            | 16       | 1      | 4           | 0          |
| F. Lodi       | 16       | 3       | 0           | 0          | 0            | 0            | 0            | 0            | 16       | 3      | 0           | 0          |
| M. López      | 35       | 8       | 8           | 1          | 2            | 2            | 0            | 0            | 37       | 10     | 8           | 1          |
| G. Marchese   | 12       | 0       | 2           | 0          | 3            | 0            | 0            | 0            | 15       | 0      | 2           | 0          |
| R. Martinho   | 11       | 0       | 1           | 1          | 3            | 1            | 0            | 0            | 14       | 1      | 1           | 1          |
| G. Mascara    | 18       | 1       | 3           | 0          | 1            | 0            | 0            | 0            | 19       | 1      | 3           | 0          |
| T. Morimoto   | 12       | 1       | 3           | 1          | 1            | 1            | 0            | 0            | 13       | 2      | 3           | 1          |
| S. Pesce      | 8        | 1       | 1           | 0          | 3            | 2            | 1            | 0            | 11       | 3      | 2           | 0          |
| G. Plasmati   | 0        | 0       | 0           | 0          | 0            | 0            | 0            | 0            | 0        | 0      | 0           | 0          |
| A. Potenza    | 20       | 0       | 6           | 0          | 1            | 0            | 0            | 0            | 21       | 0      | 6           | 0          |
| A. Ricchiuti  | 31       | 1       | 0           | 0          | 1            | 0            | 0            | 0            | 32       | 1      | 0           | 0          |
| E. Schelotto  | 14       | 1       | 1           | 0          | 0            | 0            | 0            | 0            | 14       | 1      | 1           | 0          |
| F. Sciacca    | 4        | 0       | 1           | 0          | 2            | 0            | 0            | 0            | 6        | 0      | 1           | 0          |
| M. Silvestre  | 36       | 6       | 6           | 0          | 2            | 0            | 1            | 0            | 38       | 6      | 7           | 0          |
| N. Spolli     | 25       | 0       | 6           | 0          | 2            | 1            | 1            | 0            | 27       | 1      | 7           | 0          |
| G. Strumbo    | 0        | 0       | 0           | 0          | 1            | 0            | 0            | 0            | 1        | 0      | 0           | 0          |
| C. Terlizzi   | 12       | 2       | 2           | 0          | 2            | 0            | 0            | 0            | 14       | 2      | 2           | 0          |

## Giovanili

### Organigramma societario
Area direttiva
- Responsabile: Alessandro Failla, Roberto Buttò
- Segretario settore giovanile: Giorgio Borbone

Area organizzativa
- Dirigente accompagnatore Primavera: Antonio Varsallona
- Dirigente accompagnatore squadre nazionali: Alessandro Musumeci, Roberto Casale
- Dirigente accompagnatore squadre regionali: Ettore Gaziano, Riccardo Laudani, Antonio Beccaria
- Dirigente accompagnatore squadre Esordienti: Salvatore Di Grazia, Orazio Leone

Area tecnica
- Allenatore Primavera: Salvatore Amura
- Allenatore Berretti: Francesco Russo
- Allenatore Allievi Nazionali: Ezio Raciti
- Allenatore Giovanissimi Nazionali: Giovanni Pulvirenti
- Allenatore Allievi Regionali squadra A: Roberto La Causa
- Allenatore Allievi Regionali squadra B: Giuseppe Spada
- Allenatore Giovanissimi Regionali squadra A: Mario Giuffrida
- Allenatore Giovanissimi Regionali squadra B: Fabio Zoccoli
- Allenatore Esordienti A: Paolo Riela
- Allenatore Esordienti B: Francesco Santonocito
- Allenatore Esordienti C: Antonio Berté
- Collaboratore tecnico: Walter Salvo, Antonio Torrisi, Marco Consiglio, Mirko Antoci, Giuseppe Colombino, Mauro Genova
- Allenatore portieri: Vincenzo Di Muro, Andrea Condorelli, Gino Indelicato, Giovanni Iuculano, Vincenzo Di Muro, Salvatore Mastroeli

Area sanitaria
- Medico: Mauro Sammarco, Marco Gerardi, Giuseppe Reitano, Giacomo Nicosia, Domenico Spinella, Alfio Azzolina, Alfio Scalisi
- Fisioterapista: Antonio Schillaci, Fabio Patena
- Massaggiatore: Salvatore Barbagallo, Martino Scudero